# Шуский район
Шуский район (каз. Шу ауданы) — административная единица на юге Казахстана в Жамбылской области. Административный центр — аул Толе би.

## История
На основании постановления Всероссийского Центрального Исполнительного Комитета от 23 июля 1930 года были упразднены округа, а вместо них созданы районные административно-территориальные управления. Данным постановлением среди других 121 района был создан и Чуйский район. Его центром стало село Чу. 4 мая 1993 года постановлением Пpезидиума Веpховного Совета Республики Казахстан переименован в Шуский район.

## Население
В 1999 году население района составляло 95 176 человек (46 765 мужчин и 48 411 женщина). По данным переписи 2009 года в районе проживало 94 452 человека (46 881 мужчина и 47 571 женщина).
Национальный состав (на начало 2023 года):
- казахи — 76 965 чел. (75,11 %)
- русские — 8 496 чел. (7,97 %)
- турки — 5 726 чел. (5,20 %)
- азербайджанцы — 3 364 чел. (3,30 %)
- курды — 3 150 чел. (3,12 %)
- уйгуры — 1 102 чел. (1,02 %)
- татары — 799 чел. (0,79 %)
- узбеки — 712 чел. (0,70 %)
- чеченцы — 527 чел. (0,52 %)
- немцы — 491 чел. (0,48 %)
- корейцы — 463 чел. (0,46 %)
- дунгане — 451 чел. (0,44 %)
- киргизы — 401 чел. (0,39 %)
- украинцы — 125 чел. (0,12 %)
- другие — 551 чел. (0,52 %)
- Всего — 105 000 чел. (100,00 %)

## Административное устройство
1. Аксуский сельский округ
2. Актюбинский сельский округ
3. Алгинский сельский округ
4. Балуан Шолакский сельский округ
5. Бирликский сельский округ
6. Бирликустемский сельский округ
7. Далакайнарский сельский округ
8. Сельский округ Динмухамеда Кунаева
9. Дулатский сельский округ
10. Ескишуский сельский округ
11. Жанажолский сельский округ
12. Жанакогамский сельский округ
13. Коккайнарский сельский округ
14. Корагатинский сельский округ
15. Ондирисский сельский округ
16. Тасоткелский сельский округ
17. Толебийский сельский округ
18. Шокпарский сельский округ
19. Шуская городская администрация

## Достопримечательности
На территории района располагается городище Актобе — объект Всемирного наследия ЮНЕСКО в Казахстане.

## Акимы
1. Карентаев, Амангельды (1992-1995)
2. Уали, Курмангали Уалиевич (1995-1998)
3. Рысмендиев Болат Канатбаевич (02.1998-11.2004)
4. Карашолаков, Баглан Жиеналиевич  (2004-2010)
5. Жабагиев, Кожахан Кокрекбаевич (02.2010-01.2012)
6. Тортаев, Ильяс Алимович (01.2012 — 06. 2013)
7. Нуркенов, Бахытжан Балтабекович (28.06.2013-04.06.2015)
8. Даулет Рустем Рысбайұлы (2015-2017)
9. Досаев, Кайрат Аскербекулы (27.03.2017-24.04.2019)
10. Жарылкасын Абдигапарович Айтаков (24.04.2019-16.06.2020)
11. Календеров, Нуржан Сабитович (16.06.2020-14.02.2022)
12. Арубаев, Сакен Каланович (17.02.2022-18.01.2023)
13. Жанибеков, Бакытжан Оразалиевич (с 26.01.2023)

## Уроженцы
- Мусабек, Ерболат Ныгыманович
- Мукатаев, Айдар Джамбырбайулы (1965-2020) - казахстанский врач-хирург, Отличник здравоохранения РК, кавалер ордена "Барыс" (посмертно)